# Kate ter Horst
Kate ter Horst-Arriëns (Amsterdam, 6 juli 1906 – Oosterbeek, 21 februari 1992) was een Nederlandse vrouw die bekendheid verwierf door de verzorging van Britse gewonden tijdens de Slag om Arnhem.

## Levensloop
Ter Horst volgde het gymnasium en trouwde in 1930 met Jan ter Horst, een advocaat uit Rotterdam, met wie zij zes kinderen kreeg. Het gezin ging in Oosterbeek wonen. Op 17 september 1944 was zij ooggetuige van de landing van de 1e Luchtlandingsdivisie in de buurt van Arnhem, als onderdeel van Operatie Market Garden. Het doel van de operatie was om een aantal bruggen in Nederland te veroveren, waarlangs de geallieerden konden oprukken naar het hart van Duitsland.
Kapitein Randall Martin vroeg Ter Horst toestemming om een hulpverleningspost in te richten in haar huis aan de Benedendorpsweg in Oosterbeek. Het huis was een oude pastorie met veertien kamers, in Oosterbeek-Laag. Tijdens de Slag kwamen de Britten in Oosterbeek klem te zitten en dreigde de hele divisie vernietigd te worden. Het aantal doden en gewonden steeg snel. In Ter Horsts woning droeg zij in acht dagen tijd mede de zorg voor zo'n 250 gewonde soldaten. Zij las uit de Bijbel voor aan stervende soldaten en ging het watertekort tegen door water uit de toilet en boiler te halen. Onder de militairen kreeg zij de bijnaam de Engel van Arnhem. Na de Slag om Arnhem werd Oosterbeek geëvacueerd en vertrok het gezin Ter Horst naar Apeldoorn.
Een jaar na de oorlog verscheen Ter Horsts boek Niet tevergeefs over haar ervaringen tijdens de septemberdagen van 1944. Ze was eerder al te zien in de film Theirs is the glory, die in de zomer van 1945 werd gemaakt over de Slag om Arnhem. Haar faam groeide verder dankzij de film A Bridge Too Far waarin zij werd gespeeld door de Noorse Liv Ullmann. Volgens haar eigen dochter moest Ter Horst niets weten van alle aandacht.
Ter Horst stierf in februari 1992. Zij werd aangereden door een auto terwijl ze met haar man een wandeling maakte en overleed ter plekke.

## Persoonlijk
Ter Horst ontving meerdere onderscheidingen. Zo ontving zij samen met haar man de Orde van het Britse Rijk.

## Publicaties
- Niet tevergeefs (1946), Van Loghum Slaterus
- Engel van Arnhem. Herinneringen aan september '44 (2018), Kontrast

## In film
- Theirs Is the Glory (1946)
- A Bridge Too Far (1977); gespeeld door Liv Ullmann